# Венег
Венег (Уадженес, Уаджанес у царських списках з Абидоса й Саккари, Унег, Венег та Венгенебті у пам'ятниках Раннього царства, Тлас у Манефона) — четвертий фараон II династії Раннього царства Стародавнього Єгипту. Ім'я Уадженес згадується в Абідоському та Саккарському списках. Його іменем за «небті» та «Несубіті» було Уенег (Венег).

## Життєпис
Правив упродовж восьми років. Як і про більшість фараонів тієї династії (за винятком Хасехемуї), сучасна наука практично нічого не знає про його правління. Ймовірно, саме його Манефон згадував під іменем Тлас, приписавши йому 17 років правління.
Деякі дослідники, спираючись на відсутність будь-якої конкретики щодо правління Венега, висловлюють припущення про те, що Венег і Перібсен — одна й та ж особа, але такі теорії відкидають більшість єгиптологів.